# Álex Díaz
Álex Díaz (Bahía Solano, Chocó, Colombia; 13 de enero de 1989) es un exfutbolista colombiano. Jugaba como lateral izquierdo.

## Trayectoria

### Millonarios FC
Su debut con Millonarios fue el 22 de julio de 2007 enfrentando a Real Cartagena en el Estadio Nemesio Camacho El Campín por la 1a.Fecha del Torneo Finalización partido que terminó (1:0) a favor de Millonarios en el cual Alex es catalogado por la prensa como la figura del encuentro.
El 2 de agosto de 2007 Alex Díaz debuta también a nivel internacional con Millonarios por  la Copa Sudamericana 2007 enfrentando al equipo peruano Coronel Bolognesi en el Estadio Nemesio Camacho El Campín, partido que termina con victoria para el equipo peruano por (0:1); en el partido de vuelta Millonarios derrota a Coronel Bolognesi (0:1) en los 90 minutos igualando la serie y después venciendo (4:5) en definición por penales.
Alex Díaz alcanzó con Millonarios las semifinales de la Copa Sudamericana 2007 dejando atrás a Atlético Nacional, Colo-Colo y São Paulo FC de la Copa Sudamericana 2007 en la cual fue derrotado por el América de México.
A mediados de 2009 se lesiona en una rodilla en un entrenamiento. Después de seis meses de recuperación cuando se estaba reintegrando para la temporada 2010 sufre una rotura de ligamento cruzado anterior en la rodilla derecha, por lo que estará ocho meses de baja.

### América
En enero del 2012 fue cedido al América de Cali, no obstante sus continuas lesiones solo le permitió jugar 5 partidos en el semestre (1 por liga y 4 por copa), por lo que rescinde su contrato con el club a falta de 6 meses para su culminación.

### Millonarios FC
Para el segundo semestre de 2012, fue confirmado su regreso a Millonarios por parte del técnico Hernán Torres luego del partido amistoso contra Boca Juniors en la primera fecha del Torneo Internacional de Verano.
Para el primer semestre del 2013 su situación no cambia mucho ya que continúa como el tercer lateral izquierdo, no obstante empieza a tener continuidad jugando algunos partidos en la Copa Colombia y en la liga debido a que el club jugaba la Copa Libertadores 2013, debido a que el club fue eliminado en la fase de grupos del certamen continental, jugó el último partido de la fase grupos con un equipo suplente teniendo una destacada actuación.
En junio, Hernan Torres le comunica a Jarol Martínez que no lo tendría en cuenta para el segundo semestre del año, con lo cual Díaz pasa a ser el segundo lateral del club y empieza a jugar con más ritmo al inicio del semestre, ya con la lesión de ligamentos de Luis Hernán Mosquera, pasa a ser el titular en la defensa del club no obstante en su primer partido con el club en la liga en el semestre sufre una lesión en el hombro que lo deja por fuera de las canchas por 2 semanas, luego de superar su lesión sufre otra en el tobillo que lo deja inactivo por otro mes. Superadas sus lesiones, vuelve a consolidarse como titular con el club jugando la final de la Copa Colombia 2013 que Millonarios perdió frente al Atlético Nacional teniendo un partido aceptable y teniendo incluso una ocasión de gol que hubiese significado el empate del club en la final.
Díaz marca su primer gol como profesional en el partido que Millonarios derrota 3-0 al Itaguí Ditaires en el Estadio El Campín el domingo 16 de marzo de 2014 en el cumplimiento de la décima primera fecha del Torneo Apertura de la Categoría Primera A del Fútbol Profesional Colombiano.

## Clubes
| Club                 | País     | Año         |
| -------------------- | -------- | ----------- |
| Millonarios          | Colombia | 2007 - 2011 |
| América de Cali      | Colombia | 2012        |
| Millonarios          | Colombia | 2012 - 2015 |
| Deportivo Pasto      | Colombia | 2015        |
| La Equidad           | Colombia | 2016        |
| Atlético Bucaramanga | Colombia | 2017 - 2018 |

## Estadísticas
- Fuente 1

| Club                       | Div                 | Temporada           | Liga  | Liga  | Copa Nacional * | Copa Nacional * | Copa Internacional ** | Copa Internacional ** | Total | Total |
| Club                       | Div                 | Temporada           | Part. | Goles | Part.           | Goles           | Part.                 | Goles                 | Part. | Goles |
| -------------------------- | ------------------- | ------------------- | ----- | ----- | --------------- | --------------- | --------------------- | --------------------- | ----- | ----- |
| Millonarios · Colombia     | 1.ª                 | 2007                | 12    | 0     | 0               | 0               | 8                     | 0                     | 20    | 0     |
| Millonarios · Colombia     | 1.ª                 | 2008                | 10    | 0     | 6               | 0               | —                     | —                     | 16    | 0     |
| Millonarios · Colombia     | 1.ª                 | 2009                | 18    | 0     | 6               | 0               | —                     | —                     | 24    | 0     |
| Millonarios · Colombia     | 1.ª                 | 2010                | 2     | 0     | 0               | 0               | —                     | —                     | 2     | 0     |
| Millonarios · Colombia     | 1.ª                 | 2011                | 1     | 0     | 4               | 0               | —                     | —                     | 5     | 0     |
| Millonarios · Colombia     | 1.ª                 | 2012-ll             | 0     | 0     | —               | —               | 0                     | 0                     | 0     | 0     |
| Millonarios · Colombia     | 1.ª                 | 2013                | 17    | 0     | 10              | 0               | 1                     | 0                     | 28    | 0     |
| Millonarios · Colombia     | 1.ª                 | 2014                | 26    | 1     | 7               | 0               | 2                     | 0                     | 35    | 1     |
| Millonarios · Colombia     | 1.ª                 | 2015-l              | 0     | 0     | 1               | 0               | —                     | —                     | 1     | 0     |
| Millonarios · Colombia     | Total club          | Total club          | 86    | 1     | 34              | 0               | 11                    | 0                     | 131   | 1     |
| América de Cali · Colombia | 2.ª                 | 2012-l              | 1     | 0     | 4               | 0               | —                     | —                     | 5     | 0     |
| América de Cali · Colombia | Total club          | Total club          | 1     | 0     | 4               | 0               | 0                     | 0                     | 5     | 0     |
| Deportivo Pasto · Colombia | 1.ª                 | 2015-ll             | 14    | 0     | 0               | 0               | —                     | —                     | 14    | 0     |
| Deportivo Pasto · Colombia | Total club          | Total club          | 14    | 0     | 0               | 0               | 0                     | 0                     | 14    | 0     |
| La Equidad · Colombia      | 1.ª                 | 2016                | 6     | 0     | 3               | 0               | —                     | —                     | 9     | 0     |
| La Equidad · Colombia      | Total club          | Total club          | 6     | 0     | 3               | 0               | 0                     | 0                     | 9     | 0     |
| Total en su carrera        | Total en su carrera | Total en su carrera | 107   | 1     | 41              | 0               | 11                    | 0                     | 159   | 1     |

## Selección Colombia
El 1 de febrero de 2008 es convocado a la Preselección de la Selección Sub-20 por el técnico Eduardo Lara. Después de un buen desempeño en los partidos de preparación hace parte de la Selección Colombia en el Campeonato Sudamericano Sub-20 de 2009.
| Campeonato                             | Partidos jugados |
| -------------------------------------- | ---------------- |
| Campeonato Sudamericano Sub-20 de 2009 | 9                |

## Palmarés

### Campeonatos nacionales
| Título              | Club        | País     | Año  |
| ------------------- | ----------- | -------- | ---- |
| Copa Colombia       | Millonarios | Colombia | 2011 |
| Torneo Finalización | Millonarios | Colombia | 2012 |